# 亨利·斯托拉德
亨利·斯托拉德（英語：Henry Stallard，1901年4月28日—1973年10月21日），英国男子田径运动员，主攻中距离赛跑。他曾代表英国参加1924年夏季奥林匹克运动会田径比赛，获得男子1500米铜牌。